# 尾去沢町
尾去沢町（おさりざわまち）は秋田県鹿角郡にあった町。現在の鹿角市尾去沢にあたる。

## 地理
- 山：三ノ岳、北ノ森、水晶山、大森山
- 河川：米代川

## 歴史
- 1889年（明治22年）4月1日 - 町村制の施行により、鹿角郡尾去村・尾去沢鉱山村・三ツ矢沢村の区域をもって尾去沢村が発足。
- 1936年（昭和11年）
  - 10月1日 - 町制施行して尾去沢町となる。
  - 11月20日 - 尾去沢鉱山で鉱滓ダムが決壊。死者多数[1]。
  - 12月22日 - 尾去沢鉱山の鉱滓ダムが修復中に再度決壊[2]。
- 1972年（昭和47年）4月1日 - 鹿角郡花輪町・十和田町・八幡平村と合併して鹿角市が発足。同日尾去沢町廃止。

## 名所・旧跡・観光スポット・祭事・催事
- 尾去沢鉱山（現・史跡 尾去沢鉱山）